# Centro Desportivo e Cultural de Montalegre
O Centro Desportivo e Cultural de Montalegre é um clube desportivo português, localizado na vila de Montalegre, distrito de Vila Real. O clube foi fundado em 1964 e o seu presidente actual chama-se Paulo Reis.

## Futebol

### Histórico
|                        | Nº Presenças | Títulos |
| ---------------------- | ------------ | ------- |
| Temporadas na 1ª       | 0            |         |
| Temporadas na 2ª       | 0            |         |
| Liga 3                 | 1            |         |
| Temporadas na 2ªB      | 1            |         |
| Campeonato de Portugal | 5            |         |
| Temporadas na 3ª       | 11           |         |
| Taça de Portugal       | 23           |         |
| Taça da Liga           | 0            |         |

### Classificações
| Escalão          | 00/01 | 01/02 | 02/03 | 03/04 | 04/05 | 05/06 | 06/07 | 07/08 | 08/09 |
| ---------------- | ----- | ----- | ----- | ----- | ----- | ----- | ----- | ----- | ----- |
| Liga Sagres      | -     | -     | -     | -     | -     | -     | -     | -     | -     |
| Liga Vitalis     | -     | -     | -     | -     | -     | -     | -     | -     |       |
| II Divisão       | -     | -     | -     | -     | -     | -     | -     | -     | -     |
| III Divisão      | -     | -     | -     | -     | -     | -     | -     | -     | -     |
| 1º Escalão Dist. | -     | -     | -     |       | -     | -     | -     | -     | -     |
| 2º Escalão Dist. | -     | -     | -     | -     | -     | -     | -     | -     | -     |
| 3º Escalão Dist. | -     | -     | -     | -     | -     | -     | -     | -     | -     |

### Ligas
- 2005-2006 - Divisão de Honra da Associação de Futebol de Vila Real.